# Podszerstek
Podszerstek – krótka, gęsta, miękka warstwa futra części ssaków pod okrywą włosową. Warstwa podszerstka i warstwa włosa okrywowego tworzą sierść. Podszerstek, który znajduje się pod włosem okrywowym, jest nieprzemakalny i stanowi ochronę termoizolacyjną oraz pełni funkcję rusztowania dla włosów warstwy okrywowej. Zależnie od pory roku, temperatury, gatunku i rasy zwierzęcia podszerstek może być mniej lub bardziej obfity.
Do ras psa mających gęsty i zbity podszerstek należą między innymi:
- alaskan malamute
- husky syberyjski
- berneński pies pasterski.

Do ras psa nieposiadających podszerstka zalicza się rasy o krótkiej okrywie włosowej (np. charcik włoski, rhodesian ridgeback), ale także rasy o długim włosie (maltańczyk).